# Ribeira Afonso
Ribeira Afonso és una vila de São Tomé i Príncipe. Es troba al districte de Cantagalo, a l'est de l'illa de São Tomé. La seva població és de 1.621 (2008 est.).
L'assentament rep el nom d'un rierol proper que desemboca a la ciutat. Desemboca en el golf entre Praia da Colónia Açoriana and Praia do Morrão. La zona de Colónia Açoriana rep el nom perquè els seus primers habitants van venir de les Illes Açores.